# Шенандоа (Виргиния)
Шенандоа (англ. Shenandoah) — город в округе Пейдж  в штате Виргиния США. По данным переписи 2020 года, численность населения составляла 2486 человек.

## Население
| 2010 | 2020  |
| ---- | ----- |
| 2373 | ↗2486 |